# Байрышев, Болот
Болот (Владимир Трыкович) Байрышев (род. 20 февраля 1962, Кырлык, Алтайский край, РСФСР, СССР) — российский певец из Горного Алтая, Заслуженный артист Российской Федерации, Заслуженный артист Республики Алтай, исполнитель традиционного алтайского горлового пения и эпоса — кая.

## Краткая творческая биография
Родился 20 февраля 1962 года в селе Кырлык Усть-Канского района нынешней Республики Алтай.
Болот Байрышев нашёл своё призвание в музыке и стал известен прежде всего как мастер-исполнитель горлового пения кай — древнейшего музыкального жанра, особенностью которого является не только уникальная, неподражаемая манера исполнения, но и глубоко философское, нравственное осмысление жизни. Под аккомпанемент сакрального инструмента — топшуура — кайчы-сказитель поёт довольно крупное эпическое произведение, которое подчас исполняется в течение четырёх-пяти ночей. Постепенно погружаясь в транс, кайчы уводит слушателей в мир древних сказаний и легенд, в далёкие и прекрасные земли Горного Алтая с его величественной, неповторимой природой и чистыми сердцем людьми.

«Кайчы — это не только исполнитель кая и знаток сказаний. Ээлу-кайчы, или предсказатель, — он ещё и ясновидец, лечащий душу и телесные болезни. Таким был Калкин. Он имел дар лечить людей, связываться с духами ушедших из мира сего, предсказывать завтрашний день», — говорит Болот.
Болот Байрышев в совершенстве владеет национальными инструментами: комус (варган), топшуур (двуструнный щипковый инструмент), шоор (обертоновая флейта), является участником многочисленных фестивалей и музыкальных проектов по всему миру — во Франции, Австрии, Венгрии, Японии, Турции, Германии, Испании, Норвегии и др. странах.

### Награды
- Лауреат конкурса «Голос Азии» (1992).
- Гран-при эстрадного конкурса «Песня огня» Сибири и Дальнего Востока.
- Первая премия конкурса исполнителей эпических произведений в Алма-Ате (1996).
- Золотая медаль за участие в фестивале по варгану, Австрия, Мольн (1998).
- Золотая медаль в фольклорном фестивале тюркских народов, Анкара (1999).
- Обладатель специальной премии ЮНЕСКО «За сохранение и пропаганду этнической культуры» на международном музыкальном фестивале «Голос Азии» в Самарканде (2001).
- Лауреат премии Г. И. Чорос-Гуркина.

### Участие в фестивалях
- Выступление на рок-фестивале «Катунь-2000» в Горном Алтае (2000).
- Участник «Международного Фестиваля Этнических Культур» в Чемале (Горный Алтай) (2002).
- Участник Дней культуры России в Германии (2003, 2005).
- Участник фестиваля «Живая вода» (2007).
- Постоянный участник многочисленных фестивалей этнической музыки в России, Австрии, Германии, Швейцарии, Норвегии и др.
- Участник культурной программы Первого Международного Фестиваля кинематографических дебютов «Дух огня» в городе Ханты-Мансийске.
- Участник Международных фолк-джазовых фестивалей «Абакан-89», «Рим-95», «Осло-97», «Амстердам-93», «Краков-94», «Цюрих-97», «Сеул-98», «Стамбул-93», «Анкара-2000», «Мерано-2000», «Риду-Риду-2001» и др.

### Фильмография
Болот Байрышев снялся в документальных фильмах «Самородок из Кырлыка», «Благопожелание», играл эпизодическую роль в остросюжетном блокбастере «Охота на пиранью», участвовал в создании саундтрека к нему.

### Музыкальное сотрудничество
Выпустил большое количество дисков, в числе которых как сольное исполнение, так и творческие альянсы с не менее известными музыкантами (Joe Zawinul & Zawinul Syndicate; Mike Ellis world Jazz Ensemble «The Shamans dance»; Koichi Makigami; группами: «Квартал» (работал совместно с группой в 2001 году), «Миссия:Антициклон» (приглашён к участию в записи альбома «Монро», 1994 г.), «Aya/Ая» («Алтай-Япония»), «Новая Азия» и др.). Кроме того, музыка Болота Байрышева используется в качестве саундтреков к белорусским телепередачам «Прыгоды дылетанта» и «Terra Incognita. Беларусь неизвестная».

### Текущая деятельность
В настоящее время работает в Государственной филармонии Республики Алтай (Горно-Алтайск). Даёт сольные концерты, мастер-классы, участвует в совместных творческих проектах с другими исполнителями, и, выезжая на концерты по России и за её пределы, рассказывает о Горном Алтае — о неповторимой красоте своей родной земли, её древних традициях и обычаях.

## Дискография

### Альбомы
- 1994 (1997) — «Ак-Быркан» (выпущен в Кракове, «Rock-Asia», «AMM Studio», MC)
- 1996 — Bolot & Nohon — «Üch Sümer / Юч Сюмер» (Болот Байрышев, Ногон Шумаров; выпущен в Цюрихе («Face Music»), переиздан в Нью-Йорке, CD)
- 1996 — Болот Байрышев, Ногон Шумаров — «Ось Вселенной» («SM-Music», Швейцария). Клавишные — Джо Завинул (группа «Weather Report»)
- 2001 — «Алас» (выпущен в Токио, CD)
- 2003 — «Небесная ось» («Axis of Heaven», «Теҥериниҥ Судази», CD)
- 2003 — «Ветер, огонь»
- 2007 — Bolot feat. TOP FX — «Together with the Sunbeams» (совместный проект Болота Байрышева и Вадима Преображенского; выпущен в США, «ACM Records»)
- 2008 — «Хранитель огня» (выпущен в Республике Алтай, CD)

### Сборники
- 1993 — «Voice of Asia», часть 2
- 1994 — «Crossing Cultures»
- 1995 — «Planet Soup»
- 1996 — Джо Завинул — «My People»
- 1998 — Peeni Waali — «Return»
- 1999 — Сборник международного варганного фестиваля — 1998 (International Jaw’s Harp Festival '98) (Монн, Австрия)
- 2001 — SKIF-5 (Sergey Kuriokhin International Fest) / Международный фестиваль Сергея Курёхина
- 2002 — Семён Магнит
- 2002 — Mike Ellis — «The Shaman’s Dance»